# 内藤忠政 (戦国武将)
内藤 忠政（ないとう ただまさ）は、戦国時代の武将。徳川氏の家臣。

## 生涯
徳川家康に武将として仕え、各地を転戦して武功があった。永禄6年（1566年）使者として伊勢へ赴く途上、三河一向一揆の蜂起に同調した海賊衆に妨害されたものの、自ら鉄砲で首魁を撃ち殺して退け、任務を遂行した。天正18年（1590年）からは江戸城詰めとなり、慶長5年（1600年）関ヶ原の戦いでは石川家成とともに江戸城西の丸の留守居役となった。家康が駿府城に移るとこれに従い、駿府に所領と屋敷を与えられた。慶長11年（1606年）駿府で没。実子はいずれも別家し、養子の清成が跡を襲った。